# Cathedral Peak (California)

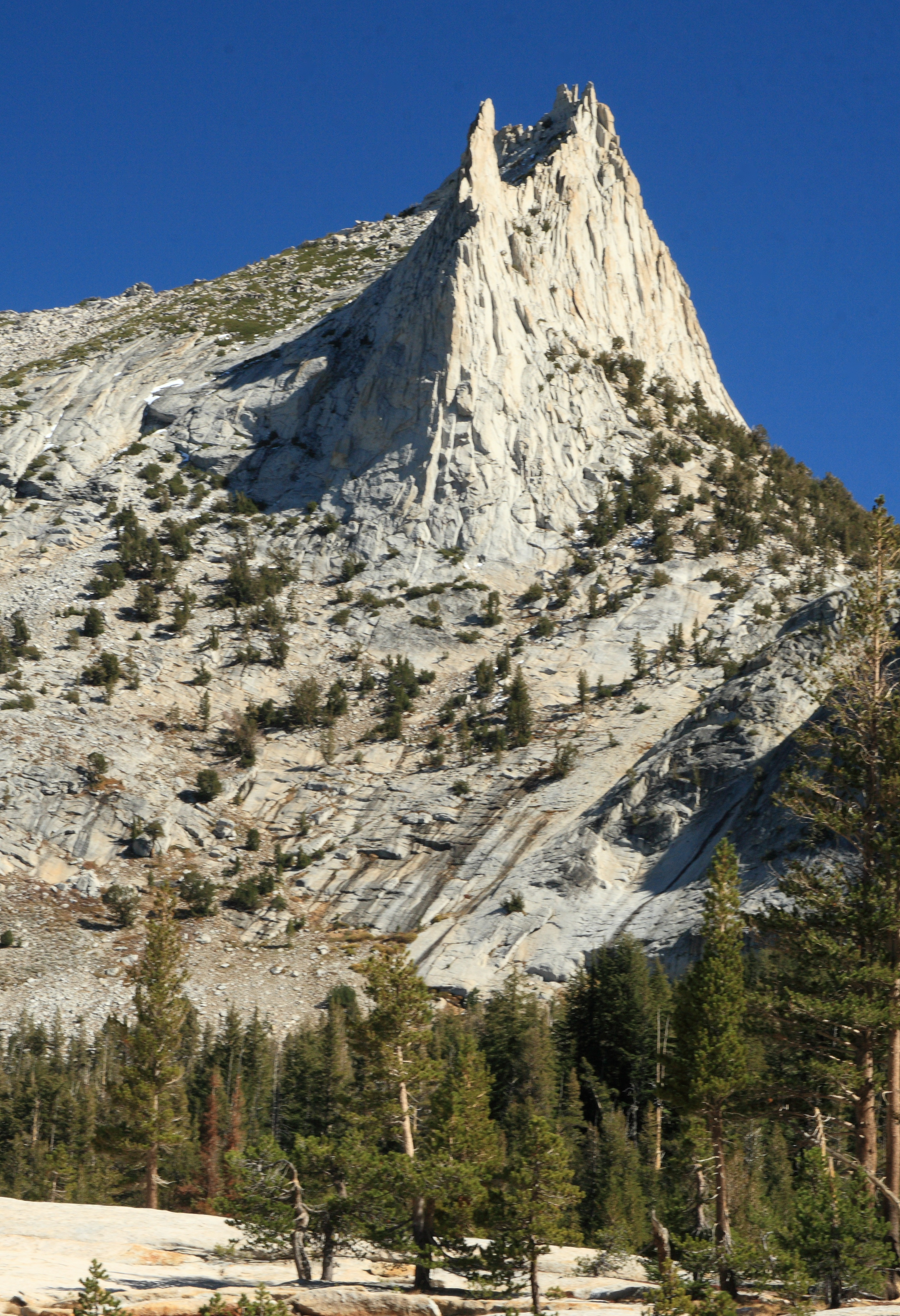
Cathedral Peak dai Cathedral Lakes, con l'Eichorn Pinnacle

Il Cathedral Peak è una montagna sita nella Sierra Nevada, in California, negli Stati Uniti, alta 3326 m s.l.m. La montagna si trova nella zona meridionale dello Yosemite National Park ed è stata modellata dall'effetto erosivo dei ghiacci durante l'ultima era glaciale. I pinnacoli superiori, che conferiscono l'attributo di Cattedrale alla montagna, sono stati esentati dall'azione erosiva delle nevi perenni.
Cathedral Peak presenta una sottocima a Ovest denominata Eichorn Pinnacle, in onore di Jules Eichorn, che fu il primo a salirvi il 24 luglio del 1931 con Glen Dawson.

## Geologia
La roccia del Cathedral Peak è la più giovane a livello geolico tra quelle della catena di appartenenza all'interno dello Yosemite National Park: si è formata nel cretaceo 83 milioni di anni fa ed è composta principalmente da granodiorite con fenocristalli di microclino.
Cathedral Peak era un nunatak durante l'ultima era glaciale.

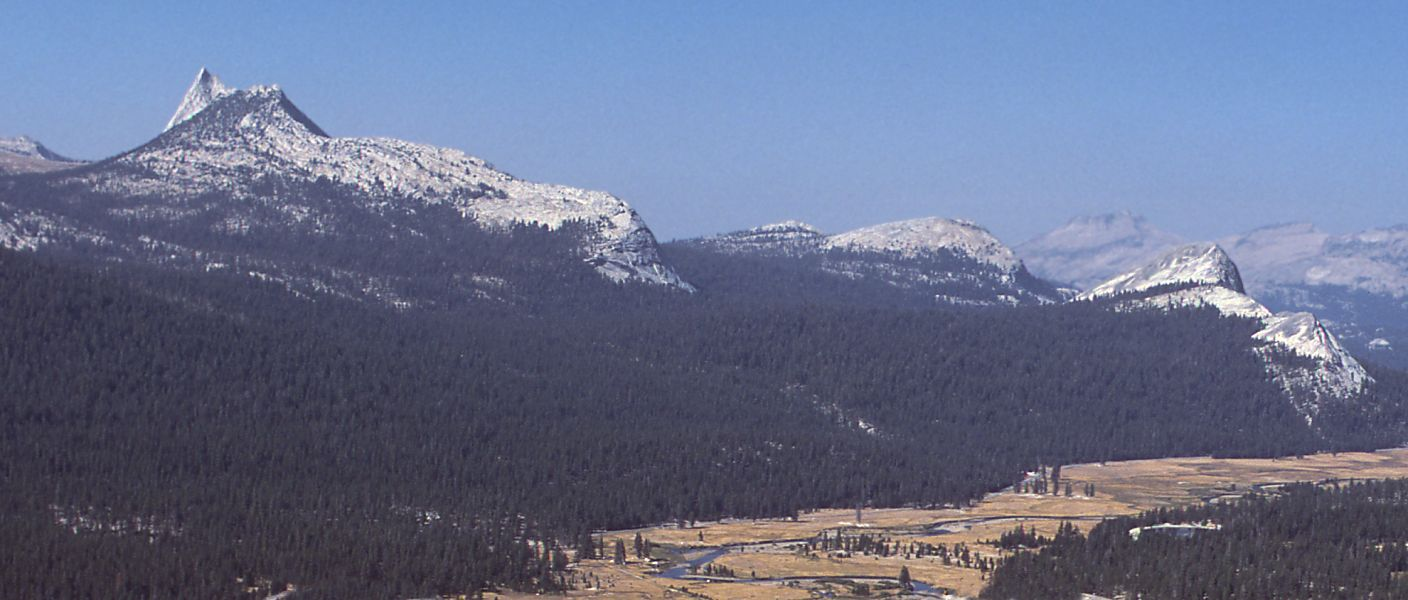
Cathedral Peak con le sottostanti praterie di Tuolumne

## Sentiero
Il sentiero principale per accedere alla sommità della montagna è denominato Cathedral Peak Mountaineer's Route e fu percorso per la prima volta da John Muir in persona nel 1869. Il percorso è lungo 9,3 km e presenta un dislivello positivo di 681 m. Il percorso è principalmente caratterizzato da un misto di terreno e lastroni di roccia. Solo gli ultimi 7 metri di dislivello per raggiungere la cima richiedono di arrampicare.